# Chiesa di Maria Santissima di Trapani (Tonnarella)
La chiesa di Maria Santissima di Trapani è il principale luogo di culto cattolico ubicato in via Torre Forte a Tonnarella.

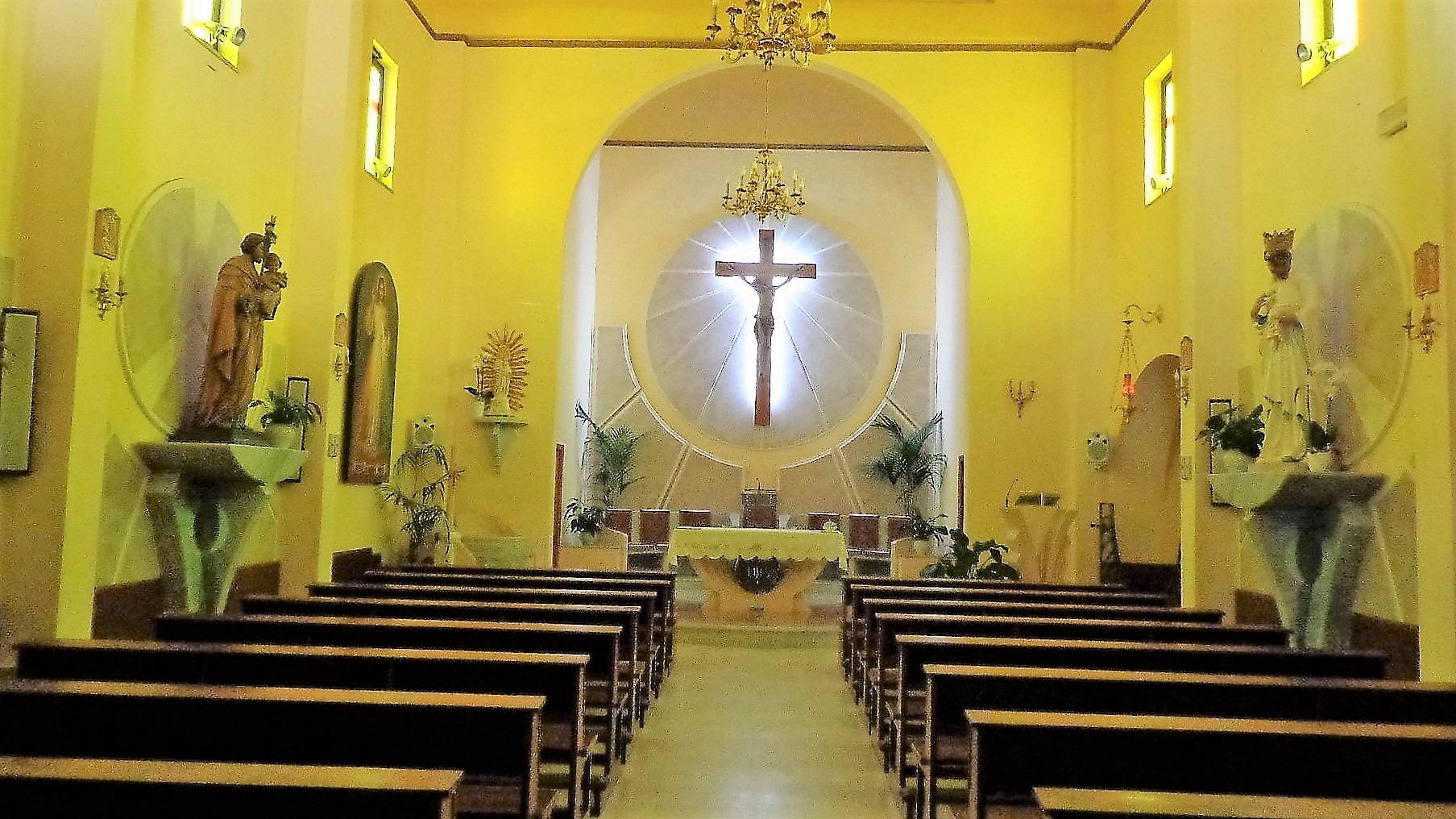
Navata.

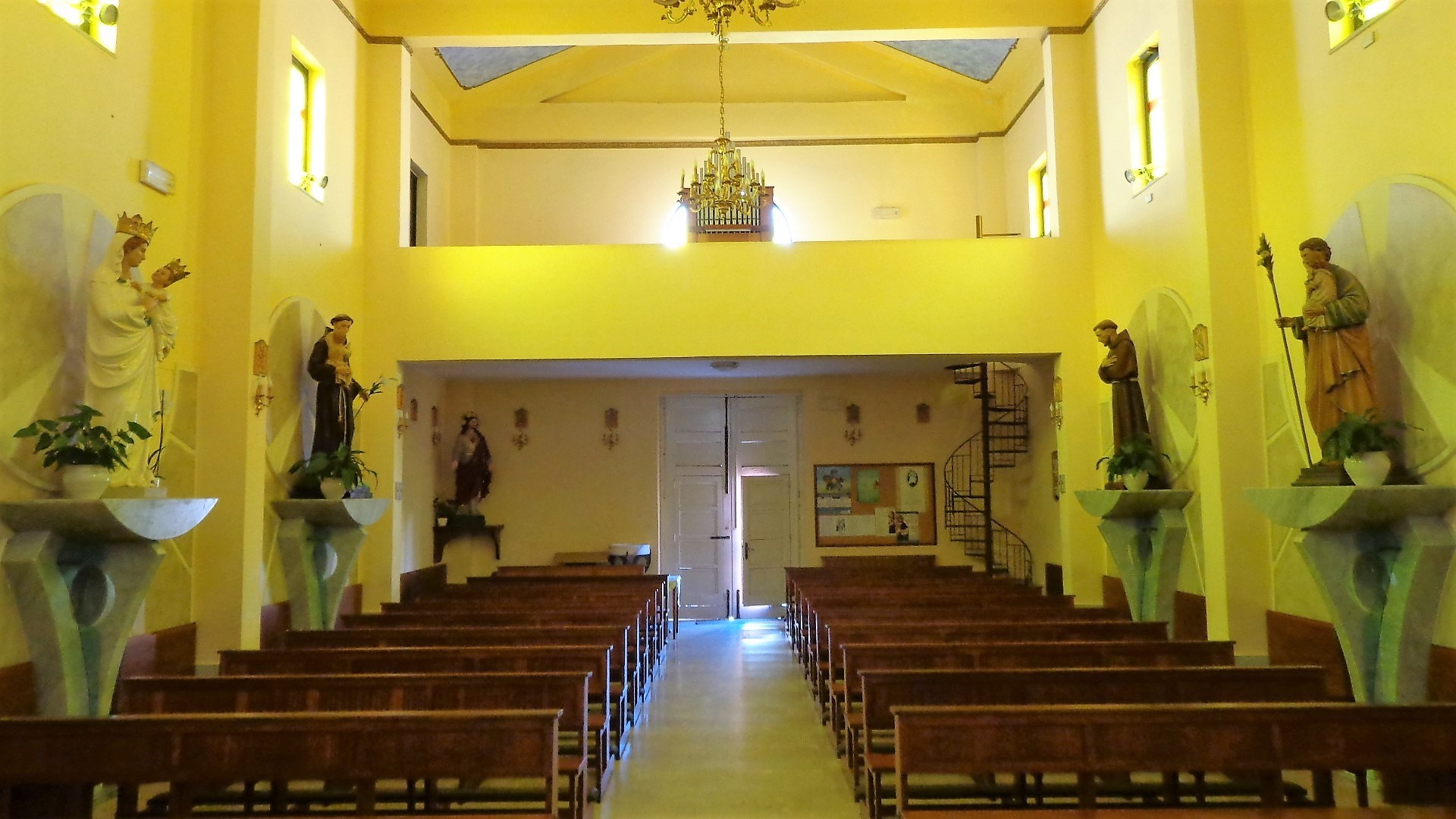
Controfacciata, cantoria, organo.

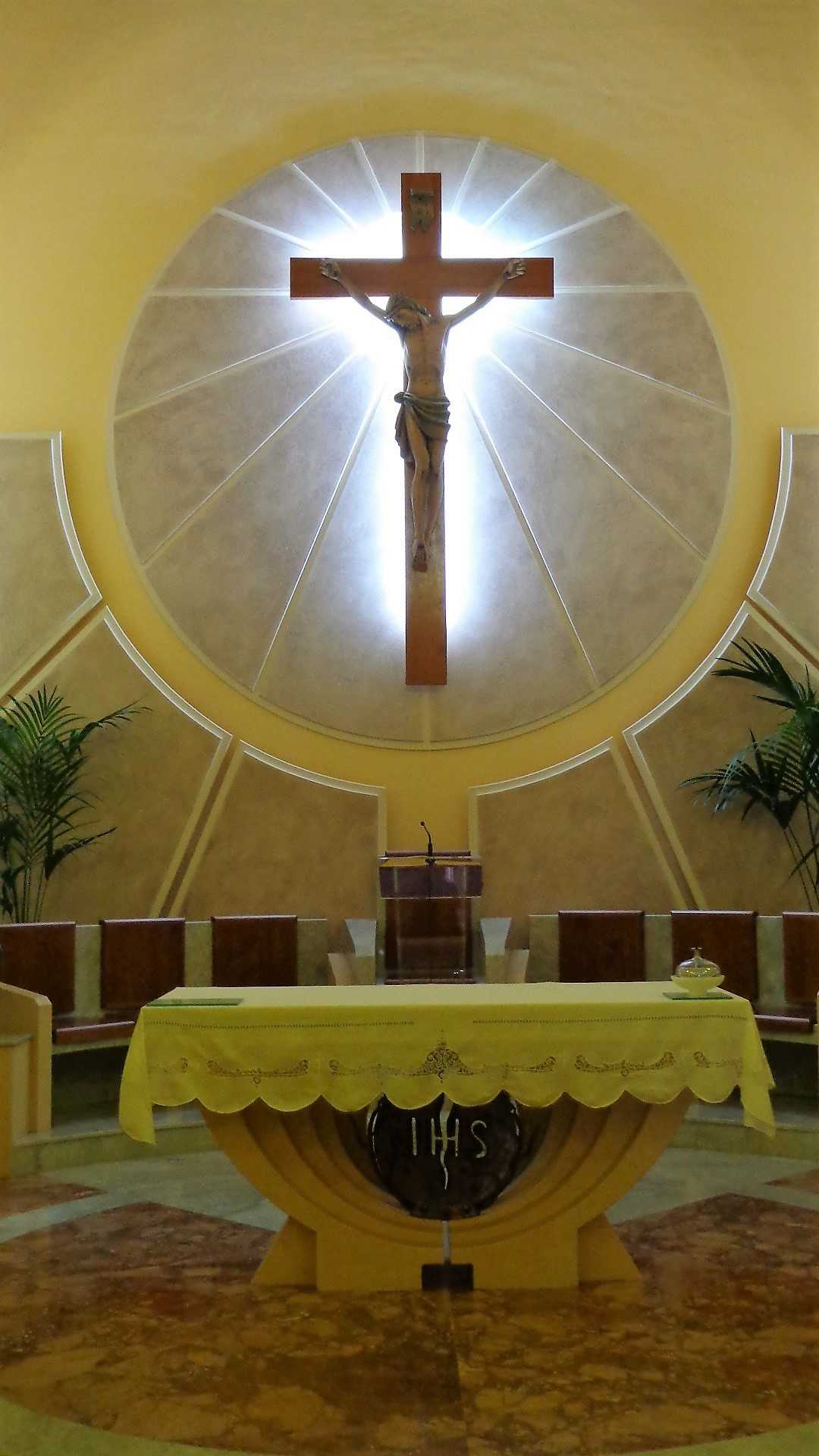
Crocifisso.

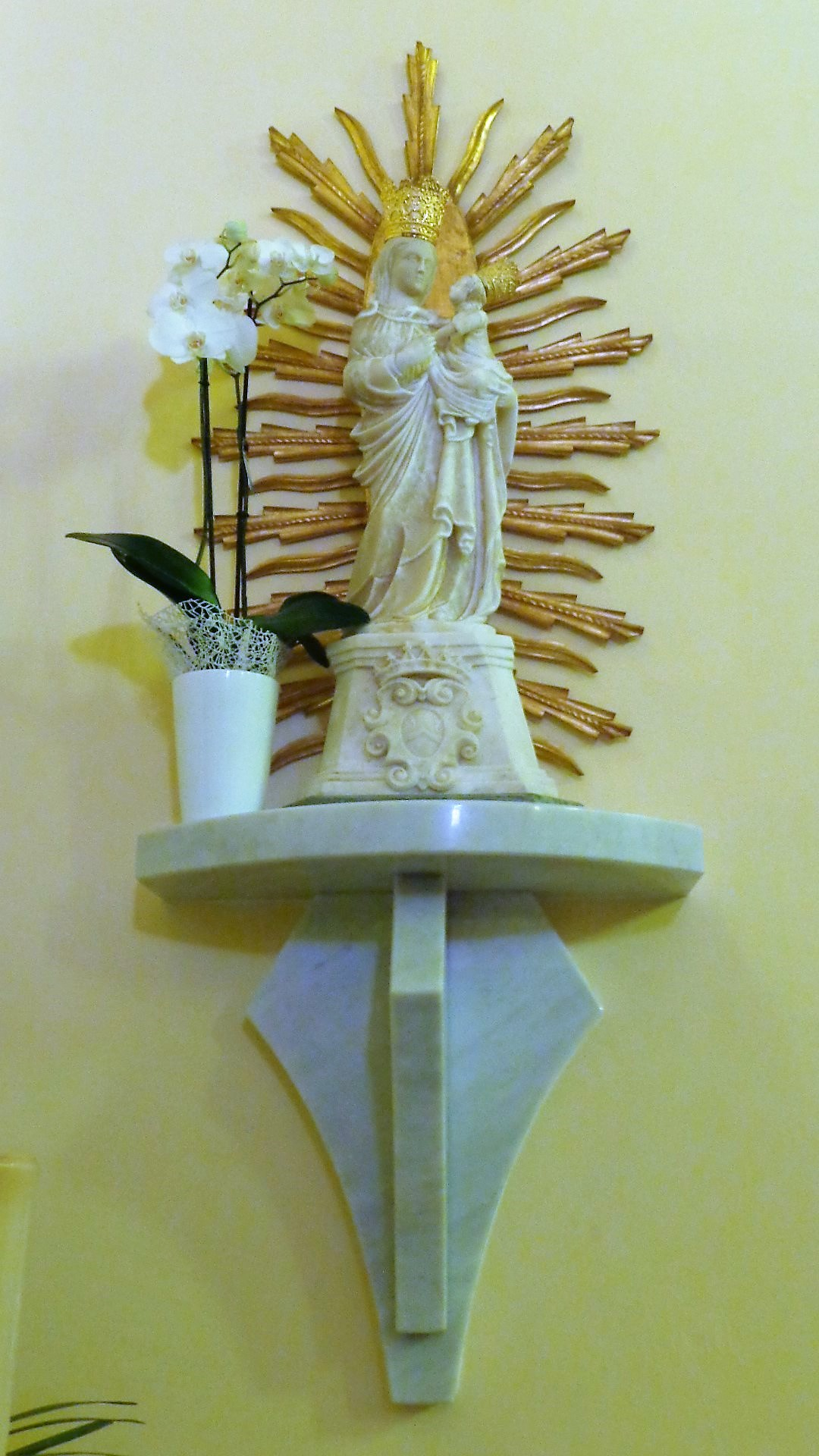
Maria Santissima di Trapani.

## Storia

### Pròdromi aragonesi
Nel 1479 fu costruita la tonnara nella frazione marina di Furnari per iniziativa della nobile famiglia Furnari, casata di antica e chiara nobiltà genovese insediatasi nel comprensorio nel 1229. L'anno seguente lo stabilimento per la pesca e conservazione dei prodotti ittici fu ceduto alla famiglia Cubbi, nobile nucleo proveniente da Trapani. Attorno all'impresa sorse una piccola comunità, furono ben presto edificate case e una piccola cappella, ove si venerava un'immagine della Madonna in alabastro che richiamava quella della Madonna di Trapani. La statuetta ancora esistente reca sullo scanello lo stemma nobiliare dei "Cubbi".
Il manufatto di stile rinascimentale è verosimilmente coevo alla realizzazione di numerose altre riproduzioni della famosa statua proveniente dall'Oriente e pervenuta a Trapani.

### Epoca contemporanea
Per decreto del capo provvisorio dello Stato, del 3 ottobre 1946 n. 739, fu riconosciuta, agli effetti civili, l'erezione della parrocchia di "Santa Maria di Trapani", intitolata in onore della Madonna.
La primitiva chiesa patronale, costruita adeguando l'iniziale cappella medievale, fino al 1961 era formata da una spartana costruzione senza pavimento. Piccolo e ormai fatiscente, l'edificio fu demolito per essere ricostruito con criteri moderni, ed essere ultimato nel febbraio 1965.
La riedificazione affonda le radici in un evento miracoloso tramandato dalla tradizione orale. Si racconta che alcuni pescatori provenienti da Trapani con delle barche a vela, si imbatterono in una forte tempesta e fecero naufragio. Sentendo prossima la fine, gli equipaggi fortunosamente sopravvissuti fecero un voto: se la Madonna li avesse salvati, in qualsiasi posto avessero toccato terra, le avrebbero costruito una chiesa. Dopo non poche peripezie, approdarono sulla spiaggia di Tonnarella e qui, mantenendo fede alla promessa formulata, contribuirono a ricostruire la chiesetta ove si venerava la loro Madonnina che, da allora, diventò la patrona della frazione.
Da domenica 7 agosto 2016 è documentato l'arrivo del nuovo simulacro ligneo della Vergine.

## Navata destra
- Prima campata: Cappella di Sant'Antonio di Padova. Sulla mensola la statua raffigurante Sant'Antonio di Padova.
- Seconda campata: Cappella di Maria Santissima di Trapani. Sulla mensola la statua raffigurante Maria Santissima di Trapani, opera dei maestri scultori della ditta artigiana Ferdinand Stuflesser di Ortisei. Manufatto pervenuto nel 2016.
- Terza campata: Cappella del Santissimo Sacramento. Unico ambiente incassato nella parete.

|   | Controfacciata | 1° Campata             | 2° Campata           | 3° Campata     |
| - | -------------- | ---------------------- | -------------------- | -------------- |
| W |                |                        |                      |                |
|   | Sacro Cuore    | Sant'Antonio di Padova | Maria SS. di Trapani | SS. Sacramento |

## Navata sinistra
- Prima campata: Cappella di San Francesco d'Assisi. Sulla mensola la statua raffigurante San Francesco d'Assisi.
- Seconda campata: Cappella di San Giuseppe. Sulla mensola la statua raffigurante San Giuseppe.
- Terza campata: Sulla parete il quadro riproducente la Divina Misericordia, raffigurazione ispirata al dipinto di Eugeniusz Kazimirowski secondo i suggerimenti di Santa Maria Faustina Kowalska.

|   | Controfacciata | 1° Campata             | 2° Campata   | 3° Campata          |
| - | -------------- | ---------------------- | ------------ | ------------------- |
| E | Targa          |                        |              |                     |
|   |                | San Francesco d'Assisi | San Giuseppe | Divina Misericordia |

## Parroci
- don Maurizio Vaccaro.
- don Domenico Mirabile.

## Feste religiose
- ?[7], Madonna di Trapani, Solennità e cortei processionali (itinerario cittadino e corteo di barche), ricorrenza la seconda domenica di agosto.